# Michel Odent
Michel Odent (Oise, 1930) es un médico cirujano francés, que revolucionó la atención del parto desde la maternidad del hospital de Pithiviers en Francia, en los años 70'. Es la persona más citada mundialmente en el ámbito del parto y nacimiento, y uno de los defensores más notables de la fisiología del parto, entendido como aquel parto en el que la intervención externa es la mínima posible. Sin embargo, él se desmarca del llamado “Movimiento del Parto Natural”, ya que sostiene que está basado en métodos y técnicas que siguen el mismo paradigma conductista que sustenta el modelo biomédico, y que ambos comparten los mismos supuestos. El describe el Nuevo paradigma del nacimiento, que se sale de la visión mecanicista y se basa en la perspectiva fisiológica en la cual las mujeres pueden parir por sí mismas. 

## Carrera médica
Odent se licenció en la Universidad de París, y su formación práctica médica empezó en la cirugía general, llegando a estar a cargo de la unidad de cirugía y de la maternidad del hospital público de Pithiviers de 1962 a 1985. En esa época se mudó a Londres, donde popularizó el alumbramiento en el agua y fundó el Primal Health Research Centre. Aunque es miembro de la British Medical Association y de la Royal Society of Medicine, no está registrado en las listas oficiales de especialistas del Reino Unido, ni en cirugía general ni en obstetricia y ginecología, por lo que no está cualificado para intervenir en ellas en ese país.

## Teorías
Michel Odent es el primero en presentar un artículo sobre la iniciación a la lactancia materna durante la hora siguiente al nacimiento. El documento lo presentó en el Congreso de Roma sobre Psicosomática, Ginecología y Obstetricia en 1977. En aquella época nadie creyó que un bebé recién nacido pudiera encontrar por sí mismo en esa primera hora el pecho de la madre y succionar. Indica que la primera hora que sigue al nacimiento conforma un periodo crítico en nuestro desarrollo de la capacidad de amar y por tanto con una incidencia enorme en la aparición de posteriores enfermedades relacionadas con ello.
Y derivado de ello, igualmente expone la necesidad del calostro para el recién nacido y su importancia en el desarrollo del sistema inmunitario del sujeto. También es autor, en 1983, del primer artículo de literatura médica acerca de la utilización de las piscinas para partos.
Odent postula que la situación emocional de la madre embarazada es determinante en el futuro tanto psíquico como físico del individuo. También señala la criticidad del parto y los momentos posteriores, llegando a señalar las implicaciones en las actitudes violentas de los individuos, la criminalidad juvenil, el autismo o los comportamientos típicamente autodestructivos como el suicidio juvenil, la adicción a las drogas, la anorexia nerviosa, etc.,  derivadas de las alteraciones en la inyecta interna de oxitocina (la hormona del amor) en los partos controlados. 
Destaca igualmente, que el parto, debido a la ingente inyecta interna de hormonas gratificantes (oxitocinas y endorfinas) debería producirse en un estado orgásmico, y que si no se produce es por la activación del neocórtex de la mujer en el momento del parto debido a la intervención externa. Para que ocurra la parturienta debe estar en la llamada «privacy» (intimidad y privacidad), es decir, sin la intervención de persona alguna, calidez ambiental, silencio, etc. En resumen, no debe haber elemento alguno que la perturbe. Para explicar todo ello recurre a sus propios estudios científicos así como a numerosos otros, incluidos algunos muy anteriores. Por ejemplo los trabajos de Helene Deutsch, primera mujer que se graduó como médica en la Universidad de Viena y miembro de la Asociación Psicoanalítica Vienesa, que había dado luz y amamantado a sus bebés. Deutsch consideraba el acto sexual y el parto como dos fases de un mismo proceso separadas solamente por un determinado intervalo de tiempo:

De la misma forma que el primer acto contiene elementos del segundo, también el segundo está impregnado de los mecanismos de placer del primero. Creo incluso que el acto de dar a luz representa la culminación del placer sexual.
— Helene Deutsch

Indica Odent, que todas las culturas, desde el advenimiento del patriarcado, han ejercido un fuerte control sobre todos los aspectos de la sexualidad genital, así como en el parto y el amamantamiento. Y por ello es el gran causante de que la mujer no de a luz en un parto natural, sino vigilada y mediatizada. Señala especialmente que a pesar de que múltiples disciplinas científicas hacen hincapié en la importancia del periodo que rodea al nacimiento en el desarrollo de la capacidad de amar, el parto y el amamantamiento son episodios de la vida sexual humana en los que se interfiere de forma sistemática. Tanto durante el parto como durante cualquier experiencia sexual, el neocórtex tiene que ponerse en reposo para facilitar la producción de un torrente hormonal, de un cóctel orgasmogénico que nos permita relajarnos en la cumbre de la trascendencia. Para ello, cualquier experiencia sexual, y también el parto, precisa de «privacidad», la sensación de no sentirnos observados.
Insiste Odent, que ante todo somos mamíferos, y por tanto a la hora de parir deben priorizarse las necesidades que como tales tenemos en esos momentos. Lo específicamente humano se debe eliminar, y al mismo tiempo deben ser satisfechas las necesidades mamíferas.

Suprimir lo que es específicamente humano implica primero liberarse de todas las creencias y costumbres que han interferido la fisiología de este proceso durante milenios. También significa que el neocórtex, esa parte del cerebro tan desarrollada en el ser humano, necesita reducir su actividad, y que el lenguaje, específicamente humano, debería ser utilizado con gran precaución.
— Michel Odent

Odent es coautor de un trabajo realizado en Madrid que muestra indicios sobre la asociación entre el estado emocional de miedo y la rotura prematura de membranas.

## Publicaciones
Además de numerosos artículos en revistas científicas, Odent ha publicado once libros de divulgación, traducidos a más de veinte idiomas. Los traducidos al español son:
- Odent, Michel (2011). El nacimiento en la era del plástico. Ob Stare. ISBN 9788493840853.
- — (2009). El bebé es un mamífero. Ob Stare. ISBN 9788493623784.
- — (2009). Las funciones de los orgasmos: la vía rápida hacia la trascendencia. Ob Stare. ISBN 9788493623746.
- — (2008). La vida fetal, el nacimiento y el futuro de la Humanidad. Ob Stare. ISBN 9788493525965.
- — (2006). La cesárea: ¿problema o solución?. La Liebre de Marzo. ISBN 9788487403873.
- — (2005). Nacimiento renacido. Creavida. ISBN 9789879869659.
- — (2002). El granjero y el obstetra. Creavida. ISBN 9789879869628.
- — (2001). La cientificación del amor. Creavida. ISBN 9789879869604.
- — (1991). El agua, la vida y la sexualidad. Urano. ISBN 9788486344979.
- — (1991). La salud y los ácidos grasos esenciales. Urano. ISBN 9788479530129.